# Nemcia hookeri
Nemcia hookeri är en ärtväxtart som först beskrevs av Meissner, och fick sitt nu gällande namn av Michael Douglas Crisp. Nemcia hookeri ingår i släktet Nemcia och familjen ärtväxter. Inga underarter finns listade i Catalogue of Life.